# Калатея
Калатея (лат. Calathea) — род цветковых растений семейства марантовых, произрастающих в Южной Мексике, Центральной Америке и тропических регионах Южной Америки. В настоящее время в него включается 107 видов в статусе подтвержденных и требующих уточнения, еще около полутора сотен было перенесено в род Гоппертия на основании результатов филогенетических исследований 2012 года.

## Название
Название происходит от древнегреческого κάλαθος (kalathos, калатос) — корзина. При описании рода Мейер указывал, что название дано по факту того, что листья калатей (по всей видимости, калатеи разноцветной, описанной в издании в качестве типового и единственного вида) используются местными индейцами для изготовления корзин, широко распространенных в быту.

## Ботаническое описание
Многолетние травянистые растения, от 0,1 до 4 метров высотой. Стебель выражен или отсутствует. Побеги обычно неветвистые.
Листья прикорневые, прикорневые и стеблевые, редко только стеблевые. Чаще расположены в два ряда, реже — по спирали. Листовая пластинка от яйцевидной до эллиптической формы, реже обратнояйцевидная. Вершина усеченная или округлая с заостренным концом, базовая часть от клиновидной до округлой. Поверхность гладкая или опушенная.
Соцветие верхушечное на облиственных побегах, изредка на отдельном безлистном побеге, выходящем из корневища. Копьевидное, простое, одиночное или изредка из нескольких кластеров. Во втором случае пазушные и часто группами.
Прицветники обычно перекрывающиеся (реже распадающиеся), расположены по спирали или раздельно. Текстура от сочной листовой до пленчатой, либо плотная кожистая, окраска зеленая, белая или часто яркая. Обычно имеются вторичные прицветники, пленчатые или шиповидные.
Цветки обоеполые, мелкие, сидячие, выраженно асимметричные, надпестичные.
Чашелистиков 3, более или менее сросшиеся в основании, доли практически одинаковые. Венчик из трех неравных долей, сросшихся у основания в короткую узкую трубку 0,7-5 см длиной. Цветки открытые, у некоторых видов закрытые, принудительно открывающиеся при посещении опылителей из трибы орхидных пчел.
Фертильная тычинка одна, по форме напоминает лепесток. В основании сросшаяся с 2-3 более или менее развитыми лепестковидными стаминодиями.
Завязь нижняя, трёхкамерная. Плод — трехсеменная капсула.

## Распространение и экология
Естественный природный ареал калатеи охватывает территории Южной Мексики, Центральной Америки и тропических регионов Южной Америки.

## Классификация

### Таксономическое положение
|  |                                |  |                                                  |                                                  |                      |  | еще 7 семейств в порядке Имбирецветные (APG IV, 2016) |                                                    |                                                    |                          |
|  |                                |  |                                                  |                                                  |                      |  |                                                       |                                                    |                                                    | 107 видов (APG IV, 2016) |
|  |                                |  |                                                  | порядок Имбирецветные                            |                      |  |                                                       |                                                    | род Калатея                                        |                          |
|  |                                |  |                                                  | порядок Имбирецветные                            |                      |  |                                                       |                                                    | род Калатея                                        |                          |
|  | отдел Цветковые (APG IV, 2016) |  |                                                  |                                                  | семейство Марантовые |  |                                                       |                                                    |                                                    |                          |
|  | отдел Цветковые (APG IV, 2016) |  |                                                  |                                                  |                      |  |                                                       |                                                    |                                                    |                          |
|  |                                |  | ещё 63 порядка цветковых растений (APG IV, 2016) | ещё 63 порядка цветковых растений (APG IV, 2016) |                      |  |                                                       | еще 29 родов в семействе Марантовые (APG IV, 2016) | еще 29 родов в семействе Марантовые (APG IV, 2016) |                          |
|  |                                |  |                                                  | ещё 63 порядка цветковых растений (APG IV, 2016) |                      |  |                                                       |                                                    | еще 29 родов в семействе Марантовые (APG IV, 2016) |                          |

### Виды
Подавляющее большинство видов калатей, популярных в комнатном цветоводстве, перенесены в род Гоппертия (Goeppertia), включая декоративноцветущие г. шафрановую и г. Варшевича, декоративнолиственные г. замечательную, г. Кегельяна (известна как калатея мозаичная «Нетворк»), г. Макоя, г. украшенную, г. расписную, г. рыжебородую, г. Вича и некоторые другие.
В современной систематике рода Калатея остался вид к. ланцетолистная, которая хоть и реже других, но тоже встречается в домашних коллекциях. Также в списке видов в статусе неподтвержденных числится калатея Варшевича, которая по всей видимости является ошибочной записью (из-за альтернативного написания видового именования), но подтвержденный вид является теперь гоппертией Варшевича.